# Cô tiểu thư nông dân (phim, 1995)
Cô tiểu thư nông dân (tiếng Nga: Барышня-крестьянка) là một bộ phim tình cảm, lãng mạn dựa theo câu chuyện cùng tên của đại thi hào Aleksandr S.Pushkin.

## Diễn viên
- Yelena Korikova... tiểu thư Liza
- Dmitry Shcherbin... công tử Aleksey Berestov
- Leonid Kuravlyov... Bá tước Grigory Ivanovich Moromsky
- Vasily Lanovoy... địa chủ Ivan Petrovich Berestov

## Vinh danh
- Ba giải thưởng Nika, và một số giải khác (1995)